# Катаньо, Эдгар
Э́дгар Ката́ньо (исп. Édgar Heriberto Cataño Castrillón; род. 15 августа 1970, Медельин) — колумбийский футболист, выступавший на позиции защитника в 1990—2000-е годы.

## Биография
Эдгар Катаньо — воспитанник «Атлетико Насьоналя» из родного Медельина. На взрослом уровне дебютировал в 1994 году, и в том же сезоне стал чемпионом Колумбии. В 1995 году вместе с «зелёными» дошёл до финала Кубка Либертадорес, где колумбийская команда уступила бразильскому «Гремио». В ходе этой кампании Катаньо сыграл в одном матче — в первой игре полуфинала против аргентинского «Ривер Плейта», в которой «Атлетико Насьональ» выиграл 1:0. В ответном матче колумбийцы уступили с таким же счётом, но одержали победу в серии пенальти.
В 1996 году Катаньо перешёл в «Онсе Кальдас». Через два года уехал в Венесуэлу, где провёл один сезон за команду «Эль-Вихья». Вернувшись на родину, Эдгар Катаньо присоединился к другой команде из Медельина — «Индепендьенте». Заняв в 2001 году второе место в чемпионате, Катаньо принял решение вернуться в «Онсе Кальдас», за который выступал до завершения карьеры.
Начало 2000-х годов стало «золотым периодом» в истории клуба из Манисалеса. В 2003 году команда Луиса Фернандо Монтойи спустя 53 года сумела стать чемпионом Колумбии. В 2004 году «Онсе Кальдас» сенсационно стал победителем Кубка Либертадорес. В финале колумбийцы одолели аргентинскую «Боку Хуниорс» (0:0; 1:1, в серии пенальти 2:0). Катаньо сыграл во всех 14 матчах своей команды, и лишь в одной игре (в домашнем матче 1/4 финала против «Сантоса») был заменён в середине второго тайма. В том числе Эдгар провёл обе финальные игры.
12 декабря 2004 года принял участие в последнем в истории матче за Межконтинентальный кубок. «Онсе Кальдас» и победитель европейской Лиги чемпионов «Порту» сыграли вничью 0:0, а в серии пенальти со счётом 8:7 победу одержал португальский клуб. Эдгар Катаньо вышел на поле в начале второго тайма вместо Рольера Камбиндо. Катаньо успешно реализовал свой удар в послематчевой серии, сделав счёт 7:6 в пользу «Онсе Кальдас». Но у «Порту» следующие два удара были точными, а Эдвин Гарсия забить не сумел.
В 2005 году «Онсе Кальдас» уступил «Боке Хуниорс» в борьбе за Рекопу Южной Америки. В первой игре в Буэнос-Айресе, в которой «Бока» выиграла 3:1, Катаньо вывел «Онсе Кальдас» с капитанской повязкой. В ответном матче колумбийская команда выиграла 2:1, но уступила по разнице забитых и пропущенных мячей. По окончании сезона Эдгар Катаньо завершил карьеру футболиста.

## Титулы и достижения
- Чемпион Колумбии (1): 1994
- Вице-чемпион Колумбии (2): 1998, 2001
- Обладатель Кубка Либертадорес (1): 2004
- Финалист Кубка Либертадорес (1): 1995